# Siro (nome)
Siro  è un nome proprio di persona italiano maschile.

## Varianti
- Maschili: Sirio[2][3], Siride[2], Sirino[3]
- Femminili: Sira[1][3], Siria[2][3], Siride[2], Sirina[3]

### Varianti in altre lingue
- Basco: Sir[4]
  - Femminili: Sire[4]
- Catalano: Sir[4]
  - Femminili: Sira[4]

- Latino: Syrus[1][2], Syrius[2], Sirius[4]
  - Femminili: Syra[1][2], Syria[2]
- Russo: Сир (Sir)
- Spagnolo: Siro[4]
  - Femminili: Sira[4]

## Origine e diffusione
Continua il latino Syrus (con la sua variante Syrius), un etnonimo indicante una persona proveniente dalla Siria; il nome, che venne impiegato da Terenzio in molte delle sue opere, era utilizzato in età imperiale per schiavi e liberti, e più avanti anche dai cristiani.
La sua diffusione moderna è dovuta principalmente al culto di san Siro, primo vescovo di Pavia, da cui prende il nome il noto stadio di San Siro (poi rinominato stadio Giuseppe Meazza).
Va notato che la variante "Sirio" coincide con il nome di Sirio, la stella più brillante del cielo notturno, che etimologicamente deriva invece dal greco antico σειριος (seirios, "bruciante", "ardente", "splendente").

## Onomastico
L'onomastico si può festeggiare in memoria di più santi, alle date seguenti:
- 8 giugno, santa Sira, sorella di san Fiacrio, anacoreta presso Troyes[7]
- 29 giugno (o 7 luglio), san Siro, vescovo di Genova[4][5][8][9]
- 23 ottobre, santa Sira, monaca a Faremoutiers e poi badessa a Châlons-sur-Marne[7]
- 9 dicembre, san Siro, vescovo di Pavia[5][8][9]

## Persone

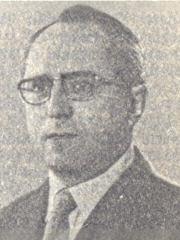
Siro Lombardini

- Siro da Correggio, sovrano di Correggio
- Siro di Genova, vescovo e santo italiano
- Siro di Pavia, vescovo e santo italiano
- Publilio Siro, scrittore e drammaturgo romano
- Siro Angeli, drammaturgo e sceneggiatore italiano
- Siro D'Alessandro, calciatore italiano
- Siro Lombardini, economista italiano
- Siro Marcellini, regista e sceneggiatore italiano
- Siro Medici, matematico italiano
- Siro Penagini, pittore italiano

### Variante Sirio
- Sirio Banchelli, nuotatore e pallanuotista italiano
- Sirio Giametta, architetto italiano
- Sirio Giannini, scrittore italiano
- Sirio Maccioni, scrittore, imprenditore e ristoratore italiano
- Sirio Pastorini, architetto italiano
- Sirio Politi, presbitero italiano
- Sirio Tofanari, scultore italiano
- Sirio Ungherelli, partigiano italiano
- Sirio Vernati, calciatore svizzero

## Il nome nelle arti
- Sirius Black è un personaggio della serie di romanzi e film Harry Potter, scritta da J. K. Rowling.
- Siro Carme era uno pseudonimo utilizzato da Sergio Bergonzelli.
- Syrio Forel è un personaggio della serie di romanzi Cronache del ghiaccio e del fuoco, scritta da George R. R. Martin, e della serie televisiva da essa tratta Il Trono di Spade.